# تشاك كوميسكي
تشاك كوميسكي (بالإنجليزية: Chuck Comiskey)‏ هو شخصية أعمال أمريكي، ولد في 19 نوفمبر 1925، وتوفي في 26 أغسطس 2007.